# Untitled (Yellow and Blue)
Untitled (Yellow and Blue) ist ein Gemälde des US-amerikanischen Malers Mark Rothko aus dem Jahr 1954.

## Geschichte
1954 erhielt Mark Rothko eine Einzelausstellung im Art Institute of Chicago, seine erste in einem der großen amerikanischen Museen überhaupt. Zu den in Chicago gezeigten Bildern, die heute zu seinen bedeutendsten (Anfam) zählen, gehörte auch Untitled (Yellow and Blue). Sieben weitere Werke Rothkos aus dieser Ausstellung befinden sich laut Sotheby’s heute in verschiedenen US-amerikanischen Museen sowie in Essen und in Teheran. (National Gallery of Art, Washington D.C.; Yale University Art Gallery, New Haven, USA; The Museum of Contemporary Art, Los Angeles; Teheraner Museum für Zeitgenössische Kunst; The Phillips Collection, Washington; Rhode Island School of Design Museum (RISD), Folkwang Museum, Essen).
1970, unmittelbar nach Rothkos Tod, kam das Bild in den Besitz des Bankers und Kunstsammlers Paul Mellon, bzw. dessen Frau Rachel Lambert Mellon genannt Bunny Mellon, die das Bild gelegentlich in ihren privaten Räumen aufbewahrte. Für 10 Jahre liehen die Mellons das Bild, das 30 Jahre lang in ihrem Besitz war, mit weiteren Rothkos aus ihrer Sammlung, an die Washingtoner National Gallery of Art aus.
Der nächste bekannte Besitzer war François Pinault, einer der Teilhaber von Christie’s, der das Bild 2006 für eine Ausstellung im Palazzo Grassi in Venedig auslieh. 2013 wurde es an einen anonymen Käufer veräußert, der es zur Frühjahrsauktion 2015 bei Sotheby’s einreichte. Das Bild ging in der Auktion für 46,45 Millionen Dollar an Farkhad Akhmedov, einen Milliardär aus Aserbaidschan.